# Coelioxys elsei
Coelioxys elsei är en biart som beskrevs av Schwarz 2001. Coelioxys elsei ingår i släktet kägelbin, och familjen buksamlarbin. Inga underarter finns listade i Catalogue of Life.